# Gesänge des Universums
Cántico cósmico (1989) (deutsche Ausgabe: Gesänge des Universums (1992)) ist ein episches Gedichtwerk des nicaraguanischen Dichters Ernesto Cardenal. 
Cardenals größter Gedichtband versucht eine poetische Gesamtschau des ganzen Kosmos. Das 43 Gesänge umfassende Werk integriert Themen, die Cardenal sein Leben lang beschäftigten: Die menschliche und göttliche Liebe, das Staunen über die Schöpfung, die Anklage diejenigen, die soziales Unrecht verfestigen wollen, die Wahrheiten in den Mythen der Völker und die ideale sozialistische Gesellschaft als Verwirklichung des Reiches Gottes auf Erden.

## Inhalt und Themenfelder
Zum Teil übernimmt Cardenal für seine Gesänge komplett schon vormals veröffentlichte Gedichte oder er kombiniert Elemente aus früheren Gedichten zu neuen Großgedichten. Daher bezeichnet der Dichter das Werk selbst auch als sein Hauptwerk.
Cardenal möchte sich in seinem Werk mit den letzten großen Menschheitsfragen auseinandersetzen. Dabei fügt er in seine Gedichte Fragmente aus unterschiedlichen Lebens- und Wissensbereichen ein, was er selbst als „Exteriorismo-Stil“ bezeichnet.
Neu im Vergleich zu Vorgängerwerken ist dabei die Auseinandersetzung mit neuesten naturwissenschaftlichen Erkenntnissen, die als Fragmente neben andere Fragmente aus Schöpfungsmythen, Bibelzitaten und Naturbeobachtungen gestellt werden. 
Unter anderem beschäftigt sich Cardenal dabei mit der Frage nach dem Ursprung aller Dinge. Gesänge, die diese Thematik beinhalten, sind unter anderem der erste Gesang „Der Urknall“ und der letzte Gesang „Omega“. Zugleich bilden diese beiden Gesänge eine Rahmung des Bandes.

„[H]eute reden die Physiker wie die Mystiker“

Dieses Zitat verweist auf zwei Hauptstichwortgeber in Cardenals „astrophysikalischen“ Gedichten. Einerseits auf die Astrophysik mit ihrer Urknalltheorie, und auf die Quantenphysik, nach der jedes Teilchen zugleich eine Welle ist. Andererseits spielt er immer wieder auf die Evolutionstheorie des Naturwissenschaftlers und Mystikers Teilhard de Chardin an, der für den Kosmos eine vom göttlichen Geist getätigte zielgerichtete Entwicklung hin zu einem Endpunkt Omega annimmt. Er verknüpft diese beiden „Stichwortgeber“ poetisch zur Vorstellung eines sich stets in Bewegung und im Fluss befindenden Kosmos. 
Damit schließt Cardenal alle Themen seines dichterischen Schaffens mit ein: Der Geist, der im Universum unsichtbar wirkt, ist für ihn die Liebe. Die Liebe bewirkt die Entstehung von Leben. Und diese Liebe treibt die Evolution an. Ebenso schafft die Liebe auch die Revolution, um eine je gerechtere Gesellschaftsordnung hervorzubringen: 

„Die Evolution ist der Kampf zwischen Erhaltung und Revolution“